# Аль-Микдад ибн аль-Асвад
Аль-Микда́д ибн Амр аль-Бахра́ни (араб. مقداد بن عمرو البهرائي‎; около 590, Йемен — 652, Медина, Хиджаз, Праведный халифат) — один из сподвижников пророка Мухаммеда. Аль-Микдада почитают мусульмане-шииты, как одного из четырёх сподвижников, которые были сторонниками Али ибн Абу Талиба. Он совершил переселение вначале в Эфиопию, а затем — в Медину. Он также является одним из сподвижников, которые не давали присягу (байа) халифу Абу Бакру.

## Биография
Аль-Микдад происходил из племени Бахра. В доисламские времена он заключил договор с аль-Асвадом аз-Зухри, который усыновил его. Он обратился в ислам шестым и принимал участие во всех крупных событиях молодого мусульманского государства. Во время сражения при Бадре он был одним из всадников. Принимал участие в покорении Египта. Погребён в Медине на кладбище аль-Баки.
Был женат на Зубаату бинт Зубайр, двоюродной сестре пророка Мухаммеда, от которой родились сын Абдуллах и дочь Карима.